# Västmanland (bok)
Västmanland är en novellsamling av den svenske författaren Sven Olov Karlsson, utgiven 2015 på Natur & Kultur. I ett kapitel per kommun skildrar han landskapet Västmanland.

## Bakgrund
Västmanland är Karlssons första novellsamling och föregicks av romanerna Italienaren (2003), Amerikahuset (2008) och Porslinsfasaderna (2013) samt reportageböckerna Svenska ödehus 1 och 2 (2008, 2013). Novellgenren hade Karlsson tidigare testat på i En tur på sjön (2009), publicerad i pocketutgåvan av Amerikahuset. Novellen Gränsen, som ingår i Västmanland, publicerades första gången i Expressen den 6 januari 2014.

## Novellerna
Västmanland inleds med ett förord skrivet av Karlsson. Därefter följer novellerna:
| Nummer | Novell           | Kommun                  |
| ------ | ---------------- | ----------------------- |
| 1      | Namnet           | Surahammars kommun      |
| 2      | Butiksdöden      | Kungsörs kommun         |
| 3      | Himlen           | Norbergs kommun         |
| 4      | Byanätet         | Skinnskattebergs kommun |
| 5      | Gränsen          | Fagersta kommun         |
| 6      | Kortet           | Köpings kommun          |
| 7      | Bildernas klagan | Västerås kommun         |
| 8      | Fosforfällan     | Arboga kommun           |
| 9      | Gåvorna          | Hallstahammars kommun   |
| 10     | Slutstycket      | Sala kommun             |

## Mottagande
I Dagens Nyheter recenserades boken av Malin Ullgren. Hon berömde Karlssons språk som "rikt" samt hans stil, som hon menade utmärks av att "...det grova och det kokett allittererande följs åt..." Hon ansåg också att novellerna höll ojämn kvalitet, men påpekade också de aldrig blev "flacka". Särskilt berömde hon novellerna Byanätet och Butiksdöden. Hon avslutade recensionen: "Jag vet inte om jag efter avslutad läsning har mött den sanna historien om Västmanland. Däremot en stark novellsamling som ger intensivt liv åt en hel liten värld."
I Expressen recenserades Västmanland av den utomstående kritikerna Martina Lowden eftersom Karlsson är journalist på Expressen Kultur. Lowden ansåg att samlingen var "ojämn" och fortsatte: "Somt är lite för mycket, annat lite för lite". Hon ansåg dock att samtliga noveller gav prov på "Karlssons förträffliga iakttagelseförmåga". Hon avslutade: "När en författare en gång skrivit något så bra som "Amerikahuset", har man ju som läsare svårt att nöja sig med mindre."